# Myresyre
Myresyre, også kaldet methansyre, er den mest simple alifatiske carboxylsyre og har konstitutionsformlen HCOOH.
Myresyre kan fremstilles ved oxidation af formaldehyd ved tilstedeværelse af en stærk base. To formaldehydmolekyler reagerer med hinanden, hvorved der dannes methanol og anionen af myresyre. Dette sker ved den såkaldte Cannizzarroreaktion.